# Vida Taufer
Vida Taufer, slovenska pesnica, * 15. junij 1903, Zagorje ob Savi, † 18. oktober 1966, Ljubljana.
Tauferjeva je leta 1923, ko je končala učiteljišče  v Mariboru pričela poučevati v raznih krajih Slovenije (Zagorje ob Savi, Rimske Toplice, Stična), po vojni pa se je zaposlila na ministrstvu za prosveto. Prve pesmi je napisale že pri dvanajstih letih. Za njen nadaljnji razvoj je bilo pomembno druženje z literarnimi somišljeniki Srečka Kosovela, ki so zbirali okoli revije Lepa Vida. Pred vojno je objavila dve pesniški zbirki, po osvoboditvi pa sta izšli še dve. Njen pesniški izraz je velikokrat neposreden, topel in poglobljen. Pesnica izpoveduje doživetje ljubezni, narave in smrti; njene pesmi so izraz melanholičnega temperamenta, nekake zadržanosti, odpovedi in strahu pred življenjem, razočaranja in bolečine. Njena lirika je izrazito intimna, skrbno izdelana, strogo umerjena in ubrana v otožno melodijo. Pisala je tudi mladinsko poezijo in dramatiko (Mojca in živali).

## Pesniške zbirke
- Veje v vetru (COBISS)
- Križev pot (COBISS)
- Izbrani listi (COBISS)
- Svetli sadovi (Maribor 1961)

## Druga dela
- Mojca in živali (otroška igra) (COBISS)